# EU-Erweiterung 2004

Die durch die EU-Erweiterung 2004 geschaffene EU-25
Alte Mitgliedsländer
Neue Mitgliedsländer

Bei der EU-Erweiterung 2004 traten am 1. Mai 2004 zehn Länder der Europäischen Union bei: Estland, Lettland, Litauen, Malta, Polen, Slowakei, Slowenien, Tschechien, Ungarn und Zypern. Dies war die fünfte und bisher größte Erweiterung der Europäischen Union. Die EU bestand danach aus 25 Mitgliedstaaten (Kurzbezeichnung „EU-25“), bis am 1. Januar 2007 mit der II. Osterweiterung auch Bulgarien und Rumänien aufgenommen wurden.
Die EU-Erweiterung 2004 war ebenso wie die nachfolgende Aufnahme von Bulgarien und Rumänien eine Erweiterung der EU nach Osten („EU-Osterweiterung“). Sie wurde durch den Fall des Eisernen Vorhangs und das Ende des Kalten Krieges möglich.
Die Europäische Kommission hatte am 9. Oktober 2002 empfohlen, die zehn Staaten aufzunehmen. Die Entscheidung zur Aufnahme fiel am 13. Dezember 2002 (Abschluss der Beitrittsverhandlungen) in Kopenhagen; das Europäische Parlament stimmte am 9. April 2003 zu. Der Beitrittsvertrag 2003 wurde am 16. April 2003 in Athen unterzeichnet. Volksabstimmungen fanden in neun der zehn Länder (alle außer Zypern) statt, sie gingen alle positiv aus. Damit konnte der Beitrittsvertrag am 1. Mai 2004 in Kraft treten.

## Beitrittsgründe der Beitrittsstaaten
Gründe für die neuen Mitglieder, vor allem für die Staaten Ostmitteleuropas, waren neben wirtschaftlichen Vorteilen auch ihre historischen und kulturellen Verbindungen zu den anderen Mitgliedern der Europäischen Union. Die Gebiete der Staaten des östlichen Mitteleuropas gehörten zu einem Teil früher zum Deutschen Reich oder zu Österreich-Ungarn und haben eine größtenteils evangelische oder katholische, jedoch keine orthodoxe Bevölkerung.

## Geschichte

### Kopenhagener Kriterien
Der Europäische Rat tagte im Juni 1993 und stellte die „Kopenhagener Kriterien“ auf. Anforderungen an die Beitrittsländer waren: 
- stabile Institutionen als Garantie für Demokratie, Rechtsstaatlichkeit, Menschenrechte und den Schutz von Minderheiten

- eine funktionierende Marktwirtschaft und die Fähigkeit, dem Wettbewerbsdruck und den Marktkräften innerhalb der EU standzuhalten
- die Fähigkeit, alle Pflichten der Mitgliedschaft – das heißt das gesamte Recht der EU (den sogenannten „Acquis communautaire“) – zu übernehmen, und das Einverständnis mit den Zielen der Politischen Union sowie mit denen der Wirtschafts- und Währungsunion als das „Acquis-Kriterium“.

### Europa- und Assoziierungsabkommen
Anfang der 1990er Jahre, nach dem Fall des Eisernen Vorhangs 1989/90 und dem Zerfall des Ostblocks, schloss die EU ein Europaabkommen mit den vielen mittel- und osteuropäischen Staaten mit dem Ziel der Liberalisierung des Handels, Richtlinien für den politischen Dialog, sowie Kooperationen zum Beispiel in den Bereichen Industrie, Umweltschutz und Verkehr. Diese Abkommen umfassen auch Bestimmungen und Erleichterungen über die Angleichung von Rechtsvorschriften an das EU-Recht.

### Unterstützung der Beitrittsbemühungen
Im Rahmen eines Finanzierungsprogramms stellte die EU in den Jahren 1990 bis 2000 insgesamt 10,6 Mrd. Euro zur Verfügung. Von 2000 bis 2003 standen als Heranführungshilfen für die zehn beitrittswilligen mittel- und osteuropäischen Länder jährlich 3,12 Mrd. Euro bereit. Die Mittel für Bulgarien und Rumänien wurden ab 2004 schrittweise erhöht, so dass die EU in den Jahren 2004 etwa 1,2 Mrd. Euro, 2005 etwa 1,3 Mrd. Euro und 2006 etwa 1,4 Mrd. Euro jährlich als Heranführungsbeihilfen für beide Beitrittsländer zusammen gewährte. Die Türkei erhielt von 2001 bis 2003 etwa 177 Mio. Euro jährlich. Der Europäische Rat beschloss im Dezember 2002 in Kopenhagen, die Finanzhilfen ab 2004 deutlich aufzustocken; die Türkei sollte 2004 – 250 Mio. Euro, 2005 – 300 Mio. Euro und 2006 – 500 Mio. Euro erhalten.

### Beitrittsverhandlungen
Der Europäische Rat am 12./13. Dezember 1997 in Luxemburg beschloss die Aufnahme von Beitrittsverhandlungen mit Estland, Polen, Slowenien, der Tschechischen Republik, Ungarn und Zypern (weshalb man diese 6 Staaten gelegentlich auch als Luxemburg-Gruppe bezeichnet). Am 10./11. Dezember 1999 wurden zusätzlich Verhandlungen mit Bulgarien, Lettland, Litauen, der Slowakei, Malta und Rumänien („Helsinki-Gruppe“) begonnen. Die Verhandlungen konnten am 12./13. Dezember 2002 mit zehn der zwölf genannten Länder (alle Länder außer Rumänien und Bulgarien) abgeschlossen werden.

### Ratifikation der Verträge

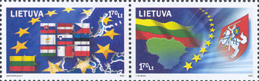
Litauische Briefmarke zur fünften Erweiterung

Der letzte verbleibende Schritt war die Ratifikation des Vertrages durch die bisherigen Mitglieder und durch jeden einzelnen der Beitrittsstaaten. Die meisten der bisherigen Mitgliedstaaten führten keine Referenden durch, sondern überließen diese Entscheidung den Parlamenten, wohingegen in allen Beitrittsstaaten bis auf Zypern Volksabstimmungen stattfanden. Die folgende Auflistung zeigt die Abstimmungsergebnisse:
| Datum             | Referendum                 | Anteil Ja-Stimmen | Wahl- beteiligung |
| ----------------- | -------------------------- | ----------------- | ----------------- |
| 8. März 2003      | Referendum in Malta        | 54 %              | 91 %              |
| 23. März 2003     | Referendum in Slowenien    | 90 %              | 60 %              |
| 12. Apr. 2003     | Referendum in Ungarn       | 83 %              | 46 %              |
| 10./11. Mai 2003  | Referendum in Litauen      | 91 %              | 63 %              |
| 16./17. Mai 2003  | Referendum in der Slowakei | 94 %              | 52 %              |
| 7./8. Juni 2003   | Referendum in Polen        | 77 %              | 59 %              |
| 13./14. Juni 2003 | Referendum in Tschechien   | 77 %              | 55 %              |
| 14. Sep. 2003     | Referendum in Estland      | 67 %              | 64 %              |
| 20. Sep. 2003     | Referendum in Lettland     | 67 %              | 72 %              |

### Besonderheiten im Fall Zyperns
Den Aufnahmeantrag sowie das Erreichen der Beitrittskriterien erfüllte die Republik Zypern mit ihrem heutigen De-facto-Territorium. Das 1974 völkerrechtswidrig von der Türkei besetzte und dann als Türkische Republik Nordzypern geführte Territorium gilt als besonderes EU-Gebiet, auf welchem EU-Recht zurzeit nicht durchgesetzt werden kann. Wiedervereinigungsversuche der beiden Teile oder ein Abzug türkischer Truppen scheiterten bisher (siehe Geschichte Zyperns).

### Feste und Veranstaltungen zur Erweiterung 2004
Am 30. April 2004, 23:00 Uhr MESZ, wurden aufgrund der Zeitverschiebung die ersten vier Staaten (Estland, Lettland, Litauen und Zypern) in die Europäische Union aufgenommen, eine Stunde später, am 1. Mai 2004, um 0:00 Uhr, folgten die übrigen sechs Staaten Malta, Polen, Slowakei, Slowenien, Tschechien und Ungarn. Europaweit fanden am Vorabend der Erweiterung Festakte, Fernsehgalas und Partys statt (vor allem in den Hauptstädten der Beitrittsländer und an wichtigen Grenzübergängen).
Der damalige deutsche Bundespräsident Johannes Rau hielt eine Rede vor den beiden Häusern des polnischen Parlaments, dem Sejm und dem Senat. Die Ehre, als ausländischer Gast vor dem Parlament eine Rede zu halten, hatten bis dahin nur der frühere US-Präsident Bill Clinton, die britische Königin Elisabeth II. und Papst Johannes Paul II.
Zu Beginn der Rede kam es zu einem Eklat: Die nationalistische Liga Polnischer Familien (LPR) boykottierte den Auftritt Raus; bei der Begrüßung verließen deren Abgeordnete demonstrativ den Saal. Die LPR gehörte zu den schärfsten Gegnern des polnischen EU-Beitritts. Sie begründete ihren Boykott gegen Rau mit ihrem Protest gegen den EU-Beitritt Polens. Aleksander Kwaśniewski, der Staatspräsident Polens, lobte Rau: Er sei ein „hervorragender Deutscher und ein wunderbarer Europäer“ und habe eine „sehr gute, sehr wichtige, sehr kluge“ Rede gehalten. Mit Blick auf die wenig optimistische Stimmung in beiden Ländern sagte Rau: „Wirtschaftliche Sorgen bedrängen die Bürger. Alte und neue Ängste steigen auf.“ Man müsse dies ernst nehmen. Aber die epochale Bedeutung des Beitritts dürfe nicht dahinter verschwinden.

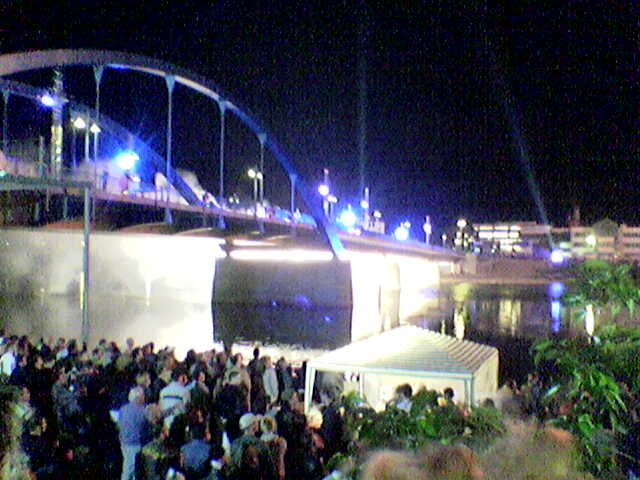
Feuerwerk auf der Stadtbrücke zwischen Frankfurt (Oder) und Słubice

An der deutsch-polnischen Grenze Frankfurt (Oder)/Słubice öffneten Außenminister Joschka Fischer und sein polnischer Amtskollege Włodzimierz Cimoszewicz symbolisch die Grenze an der Stadtbrücke über die Oder-Brücke, die beide Städte verbindet. Der am meisten genutzte Übergang zwischen den Ländern war abends vorerst gesperrt; es gab ein großes Feuerwerk entlang der Brücke.
In Zittau, am deutsch-tschechisch-polnischen Dreiländereck, fand am Abend des 30. April 2004 ein Festakt der Sächsischen Staatsregierung statt, bei dem Alt-Bundeskanzler Helmut Kohl eine Rede hielt. Im Laufe des 1. Mai wurde die Festveranstaltung fortgesetzt. Am Vormittag wurde von der deutsch-polnisch-tschechischen Delegation das Projekt der Verlängerung der Bundesstraße 178 über die Neiße nach Polen und nach Tschechien vorgestellt und symbolisch der erste Spatenstich vollzogen. Nach den Einträgen der Delegierten in die Goldenen Bücher der Grenzgemeinden Zittau, Bogatynia und Hrádek nad Nisou begann der eigentliche Festakt. Dabei hissten die Regierungschefs von Deutschland, Polen und Tschechien Gerhard Schröder, Leszek Miller und Vladimír Špidla gemeinsam die Europaflagge. Sie sprachen sich nach der Begrüßung durch den sächsischen Ministerpräsidenten Georg Milbradt in allen drei Sprachen für das vereinigte Europa aus. Die Schlussworte sprach der EU-Erweiterungskommissar Günter Verheugen. Gegen 14 Uhr reisten die Regierungsdelegationen zum offiziellen Empfang der neuen Mitgliedstaaten nach Dublin. Irland hatte im ersten Halbjahr 2004 die Ratspräsidentschaft inne.
In der seit dem 3. September 1947 geteilten Stadt Görz an der Grenze zwischen Italien und Slowenien (auf italienischer Seite Gorizia und auf slowenischer Seite Nova Gorica genannt) wurden die Grenzzäune am 1. Mai durch Rosenbüsche ersetzt. Bei der Feier zur EU-Erweiterung zählten EU-Kommissionspräsident Romano Prodi und der slowenische Regierungschef Anton Rop den Countdown. Die 15.000 Bewohner von Nova Gorica und die 37.000 Bewohner von Gorizia sind seitdem unter dem Dach der EU vereint.
Am Nachmittag des 1. Mai fand in der Residenz der irischen Präsidentin Mary McAleese vor den Toren Dublins die offizielle Erweiterungszeremonie statt. An diesem geschichtsträchtigen Tag für die Völker Europas entbieten wir den zehn Mitgliedstaaten, die dem Familienkreis der Europäischen Union beitreten, ein warmes Willkommen sagte die Präsidentin. Danach wurden unter den Klängen der Europahymne feierlich die Fahnen aller nun 25 EU-Staaten gehisst. Der Philharmonische Chor des irischen Rundfunks RTÉ intonierte die Hymne auf Deutsch. Der Regierungschef Irlands, Bertie Ahern, unterstrich die historische Bedeutung der Erweiterung. „Unsere Europäische Union ist wahrhaft einzigartig“, und begründete: „Die heutige Erweiterung ist das beste Zeugnis für den Erfolg der Europäischen Union.“ Die irische Ratspräsidentschaft tat viel, um die Bedeutung des Tages zu kommunizieren.
Der Fall des Eisernen Vorhangs wurde dadurch endgültig vollzogen und die Teilung des Kontinents überwunden.
Erneuerung und Zukunft waren die während der Feierlichkeiten dominierenden Hauptbegriffe. Als Symbol für die Zukunft überreichten 25 Kinder aus den EU-Staaten den Staats- und Regierungschefs ihre Flaggen. Gerhard Schröder (Bundeskanzler 1998–2005) erhielt die deutsche Fahne von einem Jungen , dessen Vater Ungar und dessen Mutter Deutsche ist. Dieser Junge ist ein Beispiel für die grenzüberschreitenden Biografien auf dem alten Kontinent. Er lebte zuvor in Deutschland und Belgien und nun in Irland, wo er ein französisches Lyzeum besucht. Er spricht Deutsch, Ungarisch, Englisch und Französisch. Unter ähnlich multikulturellen Bedingungen waren fast alle Kinder aufgewachsen, die die Flaggen überreichten.
Die Erweiterung wurde von Fernsehsendern in 34 Staaten im Rahmen einer Eurovisionssendung begleitet, in Deutschland übertrug das ZDF. Im Konzerthaus Berlin am Gendarmenmarkt waren geladene Gäste aus Politik, Wirtschaft und Kultur. Die 10 neuen EU-Staaten wurden durch prominente Gäste und kurze Einspielfilme vorgestellt, es gab Live-Schaltungen nach Warschau mit musikalischen Beiträgen.
Das Europäische Parlament feierte am 3. Mai 2004 in Straßburg gemeinsam mit den 162 neuen Abgeordneten aus den zehn neuen Staaten die EU-Osterweiterung. Vor der Eröffnung der ersten Sitzung mit den Abgeordneten aus den alten und neuen EU-Ländern fand eine offizielle Feierstunde statt; Kinder überreichten allen Parlamentspräsidenten der zehn neuen Mitgliedstaaten die Flagge ihres Landes. Diese Flaggen wurden dann dem Präsidenten des Europäischen Parlaments, Pat Cox, übergeben. Später wurden die 10 neuen Flaggen vor dem EU-Parlament gehisst. Parlamentspräsident Cox hielt eine Ansprache und danach sprach Ehrengast Lech Wałęsa. Die neuen Abgeordneten hatten rund ein Jahr Vorbereitungszeit im EU-Parlament, denn sie waren nach Unterzeichnung des Beitrittsvertrags am 16. April 2003 in Athen auf Einladung von Cox als Beobachter bereits voll in den Parlamentsalltag und die parlamentarische Beratungsarbeit eingebunden. Die Zahl der von den einzelnen Parlamenten zu ernennenden Abgeordneten entsprach der Zahl der Mitglieder des Europäischen Parlaments, auf die das betreffende Land nach dem Beitrittsvertrag Anspruch hatte, wobei die Ernennung der Abgeordneten unter angemessener Berücksichtigung der politischen Zusammensetzung des jeweiligen Parlaments erfolgte. Bereits die Beobachter durften an den Plenarsitzungen des Europäischen Parlaments als Zuhörer teilnehmen. In den Ausschüssen und Delegationen konnte den Beobachtern vom Vorsitzenden das Wort erteilt werden, doch durften sie auch hier weder mit abstimmen noch für Ämter kandidieren. Das Mandat aller Abgeordneten endete mit Ablauf der Wahlperiode im Juni 2004. Das Europäische Parlament wuchs damit – für eine Sitzungswoche – auf 788 Abgeordnete. Das nachfolgende Europäische Parlament, das am 13. Juni 2004 in allen 25 Mitgliedstaaten gewählt wurde, hatte nur noch insgesamt 732 Abgeordnete, denn die 15 alten EU-Staaten hatten ihre Mandatszahl reduziert.

## Übergangsregelungen zum EU-Beitritt
Die Staatsangehörigen der Beitrittsstaaten wurden Unionsbürger im Sinne des Art. 18 EGV. Einige der betreffenden Bestimmungen des Gemeinschaftsrechts, z. B. die Arbeitnehmerfreizügigkeit waren für die Staatsangehörigen der Beitrittsländer allerdings aufgrund des Beitrittsvertrags und der Beitrittsakte vorübergehend suspendiert.
Die Staatsangehörigen Zyperns und der Republik Malta konnten von Beginn des Beitritts an volle Freizügigkeit beanspruchen; Übergangsregelungen mit Einschränkungen der Arbeitnehmerfreizügigkeit sahen nur die Beitrittsakte der mittel- und osteuropäischen Beitrittsstaaten vor.
Die Übergangsregelungen sehen ein bis zu sieben Jahre andauerndes „2+3+2-Modell“ vor. Die 15 „alten“ Mitgliedstaaten (alle bis einschließlich EFTA-Erweiterung 1995) konnten während einer Übergangszeit von zunächst zwei Jahren ihre bisherigen nationalen Regelungen für den Zugang zum Arbeitsmarkt für Staatsangehörige der mittel- und osteuropäischen Beitrittsländer beibehalten und durften somit von Art. 1 bis 6 der VO (EWG) Nr. 1612/68 (Freizügigkeit von Arbeitnehmern innerhalb der Gemeinschaft – Zugang zur Beschäftigung) abweichen. Diese Regelung konnten die Mitgliedstaaten – nach einer Überprüfung auf Basis eines Berichts der EU-Kommission – um weitere drei Jahre sowie danach im Falle schwerer Störungen des Arbeitsmarktes oder der Gefahr einer solchen Störung noch einmal um zwei Jahre verlängern.

## Vergrößerung der Kommission
Durch die Erweiterung der EU vergrößerte sich auch die Europäische Kommission. Jedem Land wurde die Möglichkeit gegeben, einen Kommissar zu ernennen. In der bis November 2004 amtierenden Kommission Prodi bekamen diese allerdings kein eigenes Ressort. Die Besetzungen im Einzelnen:
- Estland: Siim Kallas
- Lettland: Sandra Kalniete
- Litauen: Dalia Grybauskaitė
- Malta: Joseph Borg
- Polen: Danuta Hübner
- Slowakei: Ján Figeľ
- Slowenien: Janez Potočnik
- Tschechien: Pavel Telička
- Ungarn: Péter Balázs
- Zypern: Marcos Kyprianou

Für die ab November 2004 amtierende Kommission von José Barroso nominierten die Regierungen von Lettland (Andris Piebalgs), Tschechien (Vladimír Špidla) und Ungarn (László Kovács) jedoch neue Mitglieder.

## Ökonomische Betrachtung

### Allgemeine wirtschaftliche Entwicklung
In den 15 ursprünglichen Mitgliedstaaten herrschte vor dem Beitritt der vergleichsweise armen neuen Länder eine große Verunsicherung, wie sich die Wirtschaft durch die Erweiterung entwickeln werde. Einige Jahre nach der Erweiterung hatte sich herausgestellt, dass manche Angst unbegründet war. Von 2004 bis 2008 ist die Wirtschaft in den 10 neuen EU-Ländern um fast 23 % gewachsen, in den 15 alten EU-Mitgliedern legte sie im gleichen Zeitraum um rund 8 % zu. Damit verringerte sich das Wohlstandsgefälle. Auch konnte die westeuropäische Wirtschaft von der Nachfrage des boomenden Ostens profitieren. Dennoch bleiben Sorgen in den alten EU-Staaten bestehen.
Dominiert wird dies meist von der Angst vor Billigkonkurrenz, welche die eigenen Märkte überfluten und Arbeitsplätze kosten könnte. Der Wettbewerbsdruck, vor allem in den Grenzgebieten zu den neuen Ländern, wird sicherlich zunehmen, verspricht allerdings speziell für diese Gebiete auf lange Sicht gesehen eine positive Entwicklung durch die Nähe zu Märkten im Osten.
Die Zahl der EU-Mitglieder ist von 15 auf 25 gestiegen (plus zwei Drittel); etwa 75 Millionen Menschen wurden durch den Beitritt EU-Bürger (plus etwa 20 %), das Bruttoinlandsprodukt Europas wuchs um weniger als 5 %.
Die alten wirtschaftlichen Strukturen in den Beitrittsländern sind weitestgehend verschwunden und im Zuge des Transformationsprozesses durch modernere Systeme abgelöst worden. Einen riesigen Nachholbedarf an Gütern und Dienstleistungen verspricht der Markt. Die Wachstumsraten sind größer als die in den alten Ländern und wecken somit auch Hoffnungen und Begehrlichkeiten bei Firmen aus dem Ausland, welche von der Offenheit des „neuen Marktes“ profitieren möchten. Die Grundsteine hierfür wurden von vielen Firmen bereits vor der offiziellen Erweiterung gelegt. Investitionen wurden getätigt, Joint Ventures geplant, um eine möglichst gute Ausgangsposition im Markt zu haben und Anteile zu sichern.
Die Beitrittsländer hatten teilweise sehr marode Volkswirtschaften; sie werden voraussichtlich lange brauchen, um zu den alten Ländern in wirtschaftlicher Hinsicht aufschließen zu können. Ihre Aufnahme gilt aus Sicht der alten EU-Länder als eine „Investition in die Zukunft“. Hierunter könnten vor allem Länder wie Spanien und Portugal leiden, da ihnen aufgrund von Umverteilungen Fördergelder für Infrastruktur, welche sie bisher von der EU in beträchtlichem Rahmen bekamen, fehlen könnten.
Im Fokus der Diskussionen stand auch immer wieder die Entwicklung der europäischen Gemeinschaftswährung Euro. Wird die Stabilität des Euro gefährdet oder bedeutet die Erweiterung einen weiteren Schritt zur Festigung des Kurses in Konkurrenz zum US-Dollar? Auch hier sind sich Experten nicht einig. Die überwiegende Mehrheit geht allerdings nicht von einer Destabilisierung, sondern einer Stärkung aus, da die neuen Länder auf die Einhaltung der Maastricht-Kriterien sehr stark zu achten haben werden.
Auch wirtschaftspolitisch könnte die Erweiterung positive Auswirkungen auf die gesamte EU haben. Die festgefahrene Situation in den Gremien und Reformen, die zu langsam vorangetrieben werden, dürften aufgrund der schärferen Wettbewerbssituation bald der Vergangenheit angehören.
Auch in den neuen Ländern müssen nun gesetzliche Regelungen der EU umgesetzt werden. Ein Punkt, welcher sehr wichtig für verschiedene Industriezweige ist, wie z. B. die Pharmaindustrie. Diese rechneten bisher mit einem Diebstahl ihres geistigen Eigentums und verzichteten oftmals auf große Investitionen in Osteuropa.

### Industrielle Abwanderung
Vielfach wird in Kommentaren zur EU-Osterweiterung die Frage aufgeworfen, inwiefern sich die Industrie in die neuen Beitrittsländer verlagern wird. Der SPD-Generalsekretär Klaus Uwe Benneter sagte, Unternehmen würden sich „vaterlandslos“ betätigen, dazu ist von Massenabwanderungen die Rede.
Laut Einschätzungen verschiedener Forschungsinstitute dürfte diese Entwicklung jedoch recht abwegig zu werten sein. Der Osten bietet momentan zwar eine bessere Lohnkostensituation, längere Maschinenlaufzeiten, bessere arbeitsrechtliche Bedingungen und lockt mit einer Niedrigsteuerpolitik. Jedoch wird diese gute Basis nicht ewig Bestand haben und sich die Länder in ihrer Kostenstruktur langfristig den alten EU-Ländern angleichen und sind zudem seit dem Beitritt auch an Regelungen der EU (Umweltschutz, Produktstandards, Wettbewerbsregeln etc.) gebunden.
Des Weiteren muss hier ein Aspekt Beachtung finden. Bei Befragungen verschiedener Unternehmen zeigte sich, dass nicht etwa die gute Lohnsituation für eine Auslagerung spricht, sondern vielmehr die Etablierung des eigenen Unternehmens im Osten, welcher einen attraktiven Markt mit vielfach guten Absatzaussichten darstellt. Ohnehin sind Steuerbefreiungen, exzessive Investitionshilfen und Spezialabkommen im Zuge der EU-Integration nicht mehr möglich und Polen und Tschechien vielfach schon für die arbeitsintensive Industrie zu teuer. Abwanderung bedeutet somit nicht die Abkehr vom eigenen Staat, sondern ist im Zuge der Globalisierung dringend notwendig und dient zur Erschließung neuer Märkte und günstigerem Materialeinkauf, was dem Export dieser Unternehmen zugutekommt und somit auch die Basis in deren Heimatländern stärkt.
Schon vor 2004 gab es Joint Ventures und immer intensivere Geschäftskontakte zwischen Unternehmen der alten EU und Firmen in den Beitrittsländern. Die Erweiterung im Sinne der Wirtschaft wurde schon vor Jahren vollzogen, und es konnte ab 2004 barrierefrei ausgebaut werden.

### Auswirkungen auf den Arbeitsmarkt
Seit den ersten Gesprächen, die über eine Erweiterung der EU geführt wurden, werden in Deutschland Diskussionen über die Auswirkungen für den Arbeitsmarkt geführt. Vorweg sollte hierbei bemerkt werden, dass die deutsche Wirtschaft und Bevölkerung schon einmal in der Geschichte mit einer solchen Situation konfrontiert gewesen ist. Das Potenzial einer verstärkte Einwanderungsbewegung wurde auf der einen Seite schon durch die Einwanderungsbeschränkungen, die den neuen Ländern auferlegt wurden, stark gemindert. Auf der anderen Seite setzt ein erfolgreiches Bestehen in einem anderen Land eine Anpassung an das dortige Anforderungsprofil voraus. Wird dieses nicht erfüllt, würden schlecht bezahlte Hilfsarbeiten oder Sozialhilfe für das Bestreiten des Lebensunterhaltes kaum ausreichen. So bleiben mögliche Einwanderer lieber in ihrem eigenen Land, wo sie sich wohlfühlen, die Sprache verstehen und einen familiären Rückhalt haben.
Es wurde prognostiziert, dass aufgrund der niedrigen Lohnkosten und einfachen Rahmenbedingungen verschiedene in Deutschland ansässige Unternehmen, vor allem im arbeitsintensiven Sektor, über eine Auslagerung von Produktionsstätten ins osteuropäische Ausland nachdenken und somit Arbeitsplätze in Deutschland verloren gehen.
Aus sozialwissenschaftlicher Sicht hat der EU-Osterweiterungsprozess vor allem in dem Bereich der Arbeitsmarktpolitik ambivalente Auswirkungen auf Arbeitnehmer. Die Schwerpunktsetzung auf neoliberale Prinzipien ließen Menschenrechtstandards, demokratische, zivilgesellschaftliche und parlamentarische Politiken und Praktiken in den Hintergrund rücken, so dass Gleichstellungsgesetze (Gleichstellungspolitik) entgegen der EU-Richtlinien zu Menschenrechten und vor allem dem Gender-Mainstreaming keine konkreten Voraussetzung für den EU-Beitritt wurden. So kam es vor dem Hintergrund der realsozialistischen Vergangenheit der neu beigetretenen Länder in einigen Punkten zu einer realen Abwertung der Position der Frauen, zu Einschnitten in ihren zivilen, sozialen und politischen Rechten, um den marktökonomischen Forderungen gerecht zu werden. Gerade Frauen in den „Ostblockländern“ sind durch die Arbeitsmarktflexibilisierung von einer steigenden Arbeitslosenquote betroffen.

### Deutschland
Aufgrund seiner geographischen Lage und wirtschaftlichen Verbundenheit zu den Beitrittsländern (Exporte Deutschlands in die neuen Staaten ca. 50 %) wurde prognostiziert, dass Deutschland stark von der europäischen Osterweiterung betroffen sein und deren Auswirkungen mit am meisten spüren würde.
Experten vertreten hierbei die unterschiedlichsten Meinungen. Das Deutsche Institut für Wirtschaftsforschung (DIW) in Berlin sieht keine dramatische Entwicklung voraus, da der Handel bereits weitestgehend liberalisiert wurde. Das Handelsvolumen mit den östlichen Staaten konnte in den letzten Jahren annähernd verdoppelt werden. Schon jetzt sind viele Unternehmen aus Deutschland in den osteuropäischen Staaten aktiv und haben eine gute Position auf dem Markt etablieren können. Grundsätzlich dürfte der größte Teil der deutschen Unternehmen von der formellen Erweiterung der EU am 1. Mai nicht starken Umwälzungen ausgeliefert sein, da die wirtschaftliche Integration bereits seit Jahren läuft und weitestgehend abgeschlossen ist.
Probleme könnte es allerdings für die kleinen Handwerksbetriebe, vor allem in Grenznähe geben. Zwar ist es osteuropäischen Arbeitnehmern nicht möglich in den ersten sieben Jahren direkt in Deutschland eine Arbeit ohne Genehmigung zu bekommen, allerdings können grenznahe Unternehmen, z. B. in Tschechien ihren Aktionsradius deutlich ausbauen und den einheimischen Unternehmen durch niedrigere Preise den Rang ablaufen.
Gedanken machen sich in Deutschland vor allem strukturschwache Gebiete, denen der Wegfall von EU-Unterstützungen droht. Ostdeutschland, in dem eine große Arbeitslosigkeit herrscht, verliert mit hoher Wahrscheinlichkeit seine Förderungsstufe (Ziel-1-Status) und somit wichtige Investitionsgelder für Aufbau und Infrastruktur. Experten nehmen an, dass diese Gebiete auf kurze Sicht aufgrund von hohen Arbeitskosten an Konkurrenzfähigkeit gegenüber den neuen Staaten verlieren, allerdings auf lange Sicht aufgrund ihrer direkten Nachbarschaft zu neuen Märkten im Osten von der Erweiterung profitieren werden.

## Erfahrungen zum Jahrestag 2005
Anlässlich des 1. Jahrestages der Erweiterung 2004 gab Außenkommissarin Benita Ferrero-Waldner dem österreichischen Rundfunk (Ö1) ein ausführliches Interview, in dem u. a. folgende Fragen behandelt wurden:
- Erschwerte Kommissionsarbeit durch größeres Gremium? – Die Arbeit wurde nicht schwieriger, aber anders: z. B. größere Vielfalt und Transparenz, mehr Feinfühligkeit betr. Energiefragen und gegenüber Russland (Beispiel Lettland).
- Nichtregierbarkeit? – droht nicht, aber bessere Vorbereitung der Sitzungen und effektivere Arbeitsmethode notwendig, v. a. wegen oft kürzerer Redezeit. Der schwierigeren Entscheidungs-Findung soll durch neue Verfassung begegnet werden.
- Mangelnde Akzeptanz der Erweiterung in der Bevölkerung: für Viele tatsächlich zu schnell, u. a. wegen bevorsteh. Rumänien und Bulgarien, doch Entscheidung und Zeitpunkt war richtig. Andernfalls wäre dort auch große Enttäuschung ausgelöst worden.
- Ängste der Bevölkerung: existieren, aber ein bekanntes Phänomen, wenn zu wenig Wissen herrscht. Nötige „Hausaufgaben“ vertraglich geregelt (v. a. Rechtsstaatlichkeit und Kampf gegen Korruption).
- EU-Skepsis: sie betrifft meistens die Globalisierung, gegen die gerade die Europäische Union passende Antworten beisteuert (z. B. Kyōto-Prozess).
- Außenpolitik: Erweiterung als Chance zu verstärktem Gewicht Europas, „Export“ des besten Gesellschaftsmodells der Welt (sozio-ökonomische Ausgewogenheit, Rechte der Arbeitnehmer usw.)